# Чемпіонат світу з водних видів спорту 2015
Чемпіонат світу з водних видів спорту 2015 — 16-й за ліком чемпіонат під егідою Міжнародної федерації плавання (FINA), котрий проходив у Казані (Росія) з 24 липня по 9 серпня 2015 року. На чемпіонаті розіграно рекордне число комплектів медалей (75, в тому числі 42 — в плаванні) і взяла участь рекордна кількість спортсменів (близько 2500) із рекордної кількості країн (190), зокрема вперше Косово. З 5 по 16 серпня також в Казані в рамках чемпіонату світу пройшли змагання для ветеранів в категорії «Мастерс».
Змагання в шести водних видах спорту (плавання, плавання на відкритій воді, стрибки у воду і хай-дайвінг, синхронне плавання і водне поло) відбулися на трьох основних аренах. Нову дисципліну FINA хай-дайвінг (стрибки у воду 20 м для жінок і 27 м для чоловіків) представлено на XX Технічному конгресі FINA і офіційно внесено до програми чемпіонату світу з водних видів спорту, починаючи з 2013 в Барселоні, Іспанія. На цьому, 16-му, чемпіонаті вперше представлено змішані (жінка і чоловік) дуети у синхронному плаванні.
Чемпіонат світу з водних видів спорту FINA раніше не проводився в СРСР і Росії.

## Вибір міста
Рішення про проведення 16-го чемпіонату 2015 оголошено 15 липня 2011 на Генеральній конгресі FINA, що пройшов у Шанхаї — місті, що приймало 14-й Чемпіонат світу з водних видів спорту 2011.
Крім Казані на право проведення спочатку претендували: Гвадалахара (Мексика), Гонконг, Гуанчжоу (Китай) і Монреаль (Канада). Останні два міста зняли свої заявки незадовго до голосування.

## Спортивні об'єкти
Змагання чемпіонату відбулися на об'єктах, побудованих до 27-ї Всесвітньої літньої універсіаді 2013 (з 6 по 17 липня), що також пройшла в Казані.
Кожен з об'єктів зручно розташований щодо основних напрямів і доріг, що робить їх легкодоступними для глядачів, які приїжджають на змагання на громадському транспорті. Всі наявні центри спроектовані і побудовані відповідно до вимог FINA.
| Плавання                   | Казань-Арена |
| Синхронне плавання         | Казань Арена |
| Стрибки у воду             | Палац водних видів спорту |
| Водне поло                 | Басейн «Буревестник» (груповий етап, чвертьфінали, чоловіки) Басейн «КСК КАІ „Олімп“» (груповий етап, чвертьфінали, жінки) Палац водних видів спорту (півфінали, ігри стадії play-off) |
| Плавання на відкритій воді | Річка Казанка |
| Хай-дайвінг                | Річка Казанка |
| Тренувальні арени          | Басейн «Оргсинтез» Басейн «Буревестник» Басейн «Олімп» Басейн «Акчарлак» |

Головні спортивні об'єкти чемпіонату 2015:

### Казань Арена
Термін будівництва: травень 2010 — червень 2013.
Кількість глядацьких місць: 45 000 (11 627 під час чемпіонату світу 2015 при установці тимчасових басейнів на стадіоні).
Вперше на футбольному полі стадіону побудовано два тимчасових 50-метрових басейни: головний басейн для змагань і басейн для тренувань, пов'язаний з основним. Загальна місткість трибун на змагальній арені (включаючи тимчасові) близько 14 500 чоловік. Обидва тимчасових басейни в Казань Арені побудовано відповідно до вимог FINA, складених у співпраці з партнером FINA — Myrtha Pools.

### Палац водних видів спорту
Термін будівництва: вересень 2009 — березень 2013.
Кількість глядацьких місць: 4 166.
Палац містить 3 басейни:
- Стрибки у воду — 33,3×25 м басейн (допустима робоча глибина становить 5,5 м);
- Синхронне плавання — 50×25 м (максимальна робоча глибина становить 3,0 м);
- Тренувальний басейн — 50×25 м (глибина 2,2 м).

Палац водних видів спорту розташований на мальовничому березі річки Казанки.
Поруч споруджено відкриту арену для водного поло на 3 500 глядачів.

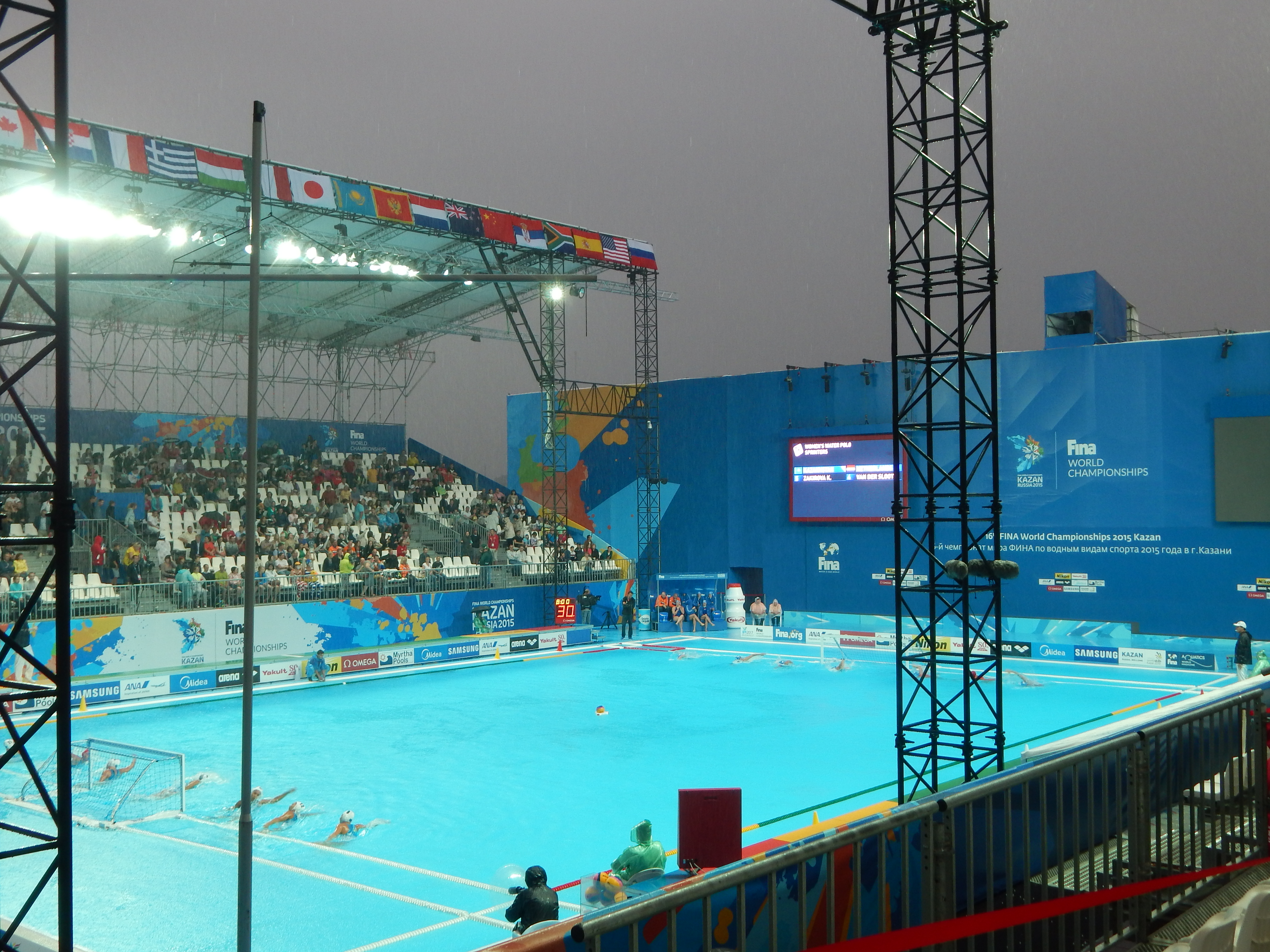
Відкрита арена для водного поло

### Річка Казанка

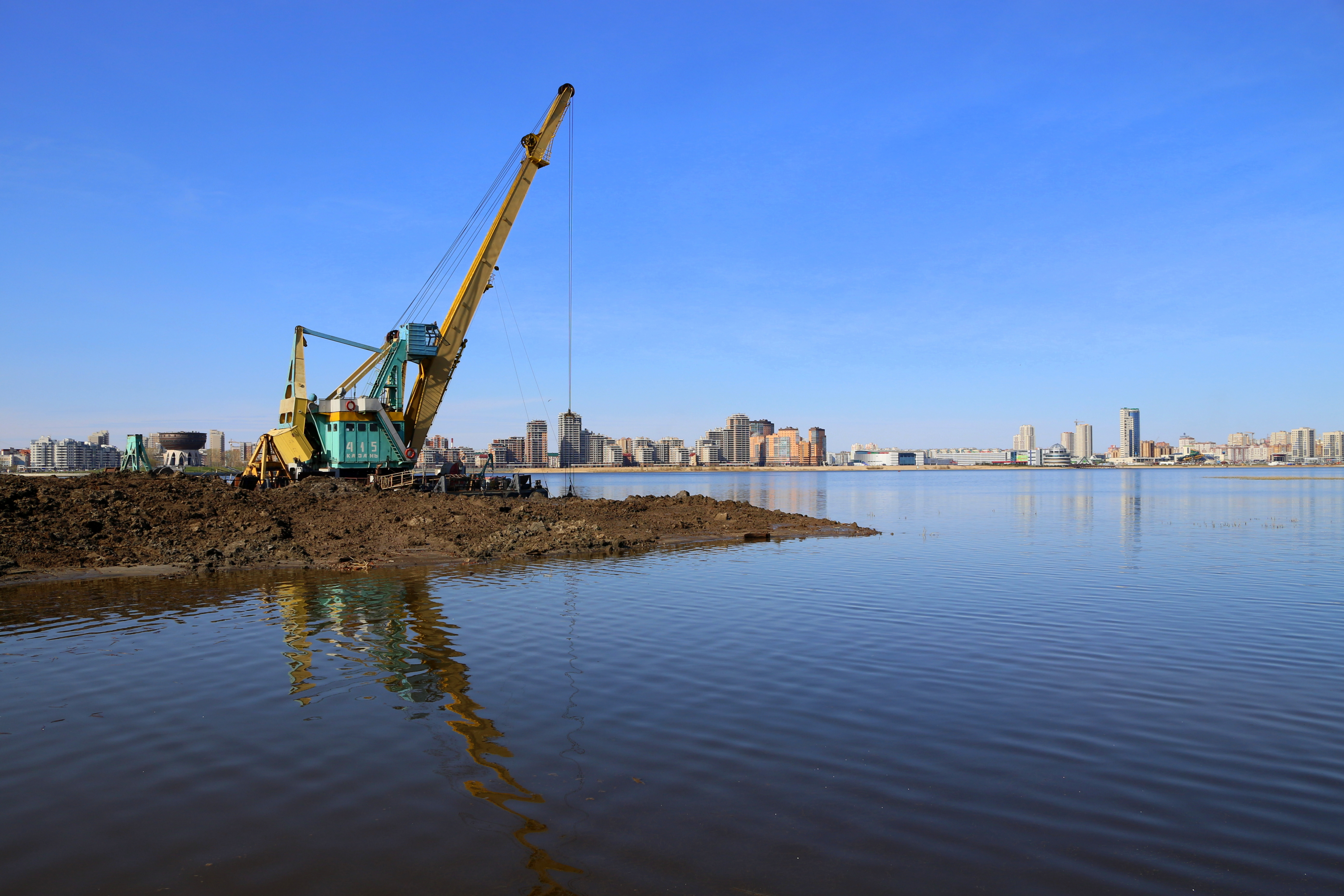
Будівництво майданчика для Чемпіонату світу з хай-дайвінгу 2014 (8-10 серпня).

Термін будівництва: квітень 2014 — липень 2015.
Кількість глядацьких місць: до 1500 чоловік. Вишки для хайдайвінгу: 27 метрів для чоловіків і 20 метрів для жінок. Траса плавання на відкритій воді проходить поперек Казанки до Центру сім'ї (РАГСу) «Казан».
Об'єкт є тимчасовою конструкцією, розміщеною на лівому березі річки Казанки в історичній частині міста Казані, біля Казанського Кремля та Палацу хліборобів, що робить його доступним для глядачів та гостей міста.

### Тренувальні спортивні об'єкти
- Басейн «Оргсинтез»;
- Басейн «Буревестник»;
- Басейн «КСК КАІ „Олімп“»;
- Басейн «Акчарлак».

## Програма «Посли чемпіонату 2015»

### Мета програми
- Привернення уваги широкої громадськості до 16-го чемпіонату світу FINA з водних видів спорту 2015 у м. Казані;
- Створення сприятливого образу бренду чемпіонату і міста Казані, як спортивного інноваційного гостинного міста;
- Популяризація водних видів спорту в Росії та світі.

### Потенційні учасники програми
Відомі, талановиті, заслужені представники своєї професії, які є яскравим прикладом для наслідування для сучасної молоді і несуть позитивні ціннісні установки, що відповідають місії чемпіонату 2015.
Посли є частиною команди чемпіонату 2015. Вони несуть позитивні ціннісні установки в світ, просувають спорт і здоровий спосіб життя.
Учасниками програми «Посли ФІНА 2015» стали близько 30 осіб.

### Діяльність посла чемпіонату 2015
- Просування чемпіонату в засобах масової інформації (згадка в інтерв'ю, висловлюваннях, присутність бренду у фотографіях і у відеозаписах, згадка на інтернет-сайтах і так далі) з попереднім усним узгодженням чи письмовим затвердженням офіційного організатора чемпіонату;
- Активна участь у різних офіційних і спортивних заходах, проектах, прес-конференціях, зустрічах, інтерв'ю, конкурсах, виставках, фестивалях, уроках у навчальних закладах, що проводилися в рамках і під егідою чемпіонату;
- Участь у фото- і відеосесія для рекламних кампаній чемпіонату;
- Участь у заходах волонтерів чемпіонату, зустрічі, фото- та відеосесії для них;
- Проведення уроків, присвячених чемпіонату, в школах, вишах і офісах компаній-партнерів чемпіонату.

- Вбудовування бренду чемпіонату в заходи/події послів;
- Активна участь у заходах партнерів ФІНА 2015;
- Просування місії чемпіонату та інформації про нього серед колег, друзів і відомих осіб.

## Розклад
Церемонія відкриття відбулася 24 липня 2015 на «Татнафта-Арені» (місткість під час чемпіонату — близько 8500 осіб), а церемонія закриття пройшла там же 9 серпня 2015.
| 1 | Фінали                |
| ● | Кваліфікаційний раунд |

| Липень—серпень 2015        | 24 Пт | 25 Сб | 26 Нд | 27 Пн | 28 Вт | 29 Ср | 30 Чт | 31 Пт | 1 Сб | 2 Нд | 3 Пн | 4 Вт | 5 Ср | 6 Чт | 7 Пт | 8 Сб | 9 Нд | Комплекти медалей |
| -------------------------- | ----- | ----- | ----- | ----- | ----- | ----- | ----- | ----- | ---- | ---- | ---- | ---- | ---- | ---- | ---- | ---- | ---- | ----------------- |
| Стрибки у воду             | ●     | ●     | ●     | ●     | ●     | ●     | ●     | ●     | ●    | ●    |      |      |      |      |      |      |      | 13                |
| Хай-дайвінг                |       |       |       |       |       |       |       |       |      |      | ●    | ●    | ●    |      |      |      |      | 2                 |
| Плавання на відкритій воді |       | ●     |       | ●     | ●     |       | ●     |       | ●    |      |      |      |      |      |      |      |      | 7                 |
| Плавання                   |       |       |       |       |       |       |       |       |      | ●    | ●    | ●    | ●    | ●    | ●    | ●    | ●    | 42                |
| Синхронне плавання         |       | ●     | ●     | ●     | ●     | ●     | ●     | ●     | ●    |      |      |      |      |      |      |      |      | 9                 |
| Водне поло                 |       |       | ●     | ●     | ●     | ●     | ●     | ●     | ●    | ●    | ●    | ●    | ●    | ●    | ●    | ●    |      | 2                 |
| Комплекти медалей          |       | 5     | 3     | 4     | 3     | 2     | 4     | 2     | 4    | 6    | 4    | 6    | 6    | 5    | 6    | 7    | 8    | 75                |
| Всього медалей             |       | 5     | 8     | 12    | 15    | 17    | 21    | 23    | 27   | 33   | 37   | 43   | 49   | 54   | 60   | 67   | 75   |                   |

## Медальний залік
Країна — господар змагань 
| Місце  | Країна          | Золото | Срібло | Бронза | Загалом |
| ------ | --------------- | ------ | ------ | ------ | ------- |
| 1      | КНР             | 15     | 10     | 10     | 35      |
| 2      | США             | 13     | 14     | 6      | 33      |
| 3      | Росія           | 9      | 4      | 4      | 17      |
| 4      | Австралія       | 7      | 3      | 8      | 18      |
| 5      | Велика Британія | 7      | 1      | 6      | 14      |
| 6      | Франція         | 5      | 1      | 1      | 7       |
| 7      | Італія          | 3      | 3      | 8      | 14      |
| 8      | Угорщина        | 3      | 3      | 4      | 10      |
| 9      | Швеція          | 3      | 2      | 1      | 6       |
| 10     | Японія          | 3      | 1      | 4      | 8       |
| 11     | ПАР             | 2      | 3      | 0      | 5       |
| 12     | Німеччина       | 2      | 1      | 4      | 7       |
| 13     | Бразилія        | 1      | 4      | 2      | 7       |
| 14     | Північна Корея  | 1      | 0      | 1      | 2       |
| 15     | Сербія          | 1      | 0      | 0      | 1       |
| 16     | Нідерланди      | 0      | 8      | 0      | 8       |
| 17     | Канада          | 0      | 4      | 4      | 8       |
| 18     | Данія           | 0      | 2      | 2      | 4       |
| 19     | Україна         | 0      | 2      | 1      | 3       |
| 20     | Мексика         | 0      | 2      | 0      | 2       |
| 20     | Нова Зеландія   | 0      | 2      | 0      | 2       |
| 22     | Польща          | 0      | 1      | 2      | 3       |
| 22     | Іспанія         | 0      | 1      | 2      | 3       |
| 22     | Греція          | 0      | 1      | 2      | 3       |
| 25     | Ямайка          | 0      | 1      | 1      | 2       |
| 26     | Хорватія        | 0      | 1      | 0      | 1       |
| 26     | Литва           | 0      | 1      | 0      | 1       |
| 28     | Аргентина       | 0      | 0      | 1      | 1       |
| 28     | Білорусь        | 0      | 0      | 1      | 1       |
| 28     | Малайзія        | 0      | 0      | 1      | 1       |
| 28     | Сінгапур        | 0      | 0      | 1      | 1       |
| Всього | Всього          | 75     | 76     | 77     | 228     |